# Marija Antonovna Naryškinová
Marija Antonovna Naryškinová (rusky Мария Антоновна Нарышкина, 2. února 1779, Varšava – 6. září 1854) rozená princezna Maria Czetwertyńska-Światopełk, byla polská šlechtična, která byla po dobu 19 let milenkou ruského cara Alexandra I.

## Životopis
Marie byla dcerou polského knížete Antoniho Stanisława Czetwertyński-Światopełka a jeho manželky Tekly von Kampenhausen. V roce 1795 se provdala za hofmistra Dimitrije Lvoviče Naryškina. V roce 1799 se spolu s manželem seznámila s princem Alexandrem Pavlovičem, který se v roce 1801 stal carem. U rodiny Alexandra byla Marie velmi oblíbená a to i u jeho manželky Alžběty Alexejevny.
Byla popisována jako fascinující a okouzlující, působila dobrým dojmem a byla nazývána „Severní Aspasií“. V roce 1803 se pokusila přimět Alexandra, aby se rozvedl se svou manželkou a vzal si ji, snahy však byly neúspěšné. V roce 1815 doprovázela Alexandra na Vídeňském kongresu, její přítomnost však carovi zajistila špatnou pověst.
S carem měla Marija čtyři nelegitimní dcery. Tři z nich (dvě jménem Jelizaveta a jedna Zinajda) zemřely v kojeneckém věku. Poslední dcera Sofie se dožila šestnácti let. Měla ještě syna Emanuela, kterého její manžel nepřijal za svého, který byl pravděpodobně také synem cara Alexandra.
V roce 1818 se s ní car Alexandr rozešel a vrátil se zpět ke své manželce Alžbětě. Nadále však mluvil o Marii jako o své vlastní rodině.

## Potomstvo
- Marina Naryškina (1798 – 1871) - se svým manželem
- Jelizaveta Naryškina (*/† 1803) - dítě Alexandra
- Jelizaveta Naryškina (*/† 1804) - dítě Alexandra
- Zinajda Naryškina (1806 – 1810) - dítě Alexandra
- Sofie Naryškina (1808 – 1824) - dítě Alexandra
- Emanuel Naryškin (1813 – 1901) - nejisté otcovství